# Do It Again (The Chemical Brothers)
Do It Again è il primo singolo estratto dall'album We Are the Night del duo inglese di musica elettronica The Chemical Brothers. Il singolo è stato pubblicato tra il maggio e il giugno del 2007.
Supportato da un video musicale diretto da Michael Haussman e girato in Marocco, il singolo ha raggiunto buone posizioni in classifica tra cui il secondo posto in quella italiana e il dodicesimo in quella britannica. La canzone è stata nominata ai Grammy Awards come miglior brano dance, titolo poi assegnato a LoveStoned/I Think She Knows di Justin Timberlake. La versione iniziale conteneva un campionamento di On a Journey degli Elektrik Funk (I sing the funk electric), ma poi sostituita da Let's turn this thing electric.
Il brano risulta avere molte cose in comune all'omonima canzone del duo dance Razor & Guidodel 1998, inclusa la stessa frase Do It Again.

## Tracce

### UK CD
1. "Do It Again (Edit)"
2. "Do It Again (Oliver Huntemann Remix)" (registrazione di 6:09 non accreditata)

### UK 7" (Limited Edition White Vinyl)
1. "Do It Again (Edit)"
2. "No Need"

### UK 12"
1. "Do It Again (Extended Mix)"
2. "Clip Kiss"

### EU CD
1. "Do It Again (Edit)"
2. "Do It Again (Oliver Huntemann Remix)"
3. "No Need"

### USA CD
1. "Do It Again (Extended Mix)"
2. "Do It Again (Oliver Huntemann Remix)"
3. "Do It Again (Audion's House Arrest Mix)"
4. "Clip Kiss"
5. "No Need"

### USA 12"
1. "Do It Again (Extended Mix)"
2. "Clip Kiss"
3. "Do It Again (Audion's House Arrest Mix)"

### US iTunes
1. "Do It Again"
2. "Do It Again (Extended Mix)"
3. "Do It Again (Oliver Huntemann Remix)"
4. "Clip Kiss"

## Classifiche
| Classifica                                  | Posizione raggiunta |
| ------------------------------------------- | ------------------- |
| UK Dance Chart                              | 1                   |
| Italy Singles Chart                         | 2                   |
| LCC Hot Dance Tracks                        | 2                   |
| Lithuania Airplay Chart                     | 5                   |
| Tokio Hot 100 (Japan)                       | 13                  |
| Ö3-Austria Top 40 – Single Charts (Austria) | 63                  |